# جاي جاي ديفيس
جاي جاي ديفيس (بالإنجليزية: J. J. Davis)‏ هو لاعب كرة قاعدة أمريكي، ولد في 25 أكتوبر 1978 في غليندورا في الولايات المتحدة.